# Countdown (album)
Pour les articles homonymes, voir Countdown.
Albums de EXO
Universe
(2017) Don't Mess Up My Tempo
(2018)
Singles
1. Love Me Right～romantic universe～
Sortie : 4 novembre 2015
2. Lightsaber
Sortie : 17 décembre 2015
3. Coming Over
Sortie : 7 décembre 2016
4. Electric Kiss
Sortie : 31 janvier 2018

Countdown est le premier album studio japonais du boys band sud-coréo-chinois EXO, et est sorti le 31 janvier 2018 sous Avex Trax.

## Contexte et sortie
Le 3 novembre, un mystérieux compte à rebours a été lancé sur le site officiel japonais d'EXO. Le lendemain, le site annonce que le 24 janvier 2018, le groupe sortira son premier album japonais, "Countdown". La SM a par la suite posté quotidiennement les teasers individuels de chaque membre.  
Le 1er décembre, la liste des titres présents sur l'album est révélé : elle inclut six chansons déjà existantes ainsi que quatre titres inédits. Une version courte du clip-vidéo de la chanson phare "Electric Kiss" est sortie le 5 décembre. Initialement prévu pour le 24 janvier, le site officiel japonais d'EXO a indiqué que la date de sortie de l'album a finalement été repoussé pour le 31 janvier. Lay n'a pas pu participer à l'enregistrement et à la promotion de cet album en raison de conflits avec ses activités promotionnelles en Chine.

## Promotion
EXO a interprété "Electric Kiss" pour la première fois le 26 janvier 2018 dans l'émission matinale japonaise Sukkiri. Les 27 et 28 janvier, EXO a ajouté "Electric Kiss" et "Cosmic Railway" au programme de leur tournée « EℓyXiOn » à Saitama.

## Succès commercial
L'album a pris la tête d'Oricon Weekly Album Chart, ce qui fait d'EXO le premier groupe international à avoir leur premier album et single au Japon au sommet du classement hebdomadaire d'Oricon. Countdown a également gardé la première place sur le classement quotidien d'Oricon pendant trois jours consécutifs après sa sortie, prouvant ainsi la réussite de cet opus. 10 jours après sa sortie, le 9 février, l'album a été certifié disque d'or par Recording Industry Association of Japan,.
Selon Oricon, l'album a enregistré un chiffre d'affaires estimé à 89 000 unités au cours de la première semaine de sortie.

## Liste des titres
| Countdown | Countdown                          | Countdown                                                              | Countdown                                                    | Countdown | Countdown | Countdown | Countdown | Countdown | Countdown |
| No        | Titre                              | Auteur                                                                 | Producteur(s)                                                | Durée     |           |           |           |           |           |
| --------- | ---------------------------------- | ---------------------------------------------------------------------- | ------------------------------------------------------------ | --------- | --------- | --------- | --------- | --------- | --------- |
| 1.        | Electric Kiss                      | Junji Ishiwatari                                                       | Obi Mhondere, Kyler Niko, Evan Berard                        | 03:27     |           |           |           |           |           |
| 2.        | Coming Over                        | Amon Hayashi (Digz Inc.)                                               | Andreas Öberg, Darren Smith, Drew Ryan Scott, Sean Alexander | 03:22     |           |           |           |           |           |
| 3.        | Love Me Right～romantic universe～ | Oh Yoo-won, Kim Dong-hyun, Sara Sakurai                                | Denzil "DR" Remedios, Nermin Harambasic                      | 03:24     |           |           |           |           |           |
| 4.        | Lightsaber                         | Park Chanyeol, MQ, Jung Ju-hee                                         | LDN Noise, Adrian Mckinnon                                   | 03:05     |           |           |           |           |           |
| 5.        | Tactix                             | Kamikaoru (カミカオル)                                                 | Hanif Sabzevari, Daniel Kim                                  | 03:43     |           |           |           |           |           |
| 6.        | Into My World                      | Sara Sakurai                                                           | Joonathan Kettunen, Daniel Kim                               | 03:43     |           |           |           |           |           |
| 7.        | Lovin’ You Mo’                     | Amon Hayashi (Digz Inc.)                                               | Kay, Avenue 52, Darren "Baby Dee Beats" Smith                | 03:44     |           |           |           |           |           |
| 8.        | Drop That                          | MQ (BeatBurger), Jae Shim (BeatBurger), Hidenori Tanaka (agehasprings) | Shaun, Jae Shim (BeatBurger), Andreas Öberg, Maria Marcus    | 03:35     |           |           |           |           |           |
| 9.        | Run This                           | Amon Hayashi (Digz Inc.)                                               | Mark Alvin Thompson, David Anthony Eames                     | 03:23     |           |           |           |           |           |
| 10.       | Cosmic Railway                     | Sara Sakurai                                                           | Steven Lee, Tom Hugo                                         | 04:38     |           |           |           |           |           |
| 35:45     |                                    |                                                                        |                                                              |           |           |           |           |           |           |

## Classements
| Classements                        | Meilleure position |
| ---------------------------------- | ------------------ |
| Japan Hot Albums (Billboard Japan) | 1                  |
| Japanese Albums (Oricon)           | 1                  |
| US World Albums (Billboard)        | 4                  |
| French Download Albums (SNEP)      | 126                |

## Ventes
| Pays           | Ventes  |
| -------------- | ------- |
| Japan (Oricon) | 123 489 |

## Certification
| Pays          | Certification | Unités certifiés / Ventes |
| ------------- | ------------- | ------------------------- |
| Japan (RIAJ), | Or            | 100 000                   |

## Historique de sortie
| Pays         | Date            | Format               | Label     |
| ------------ | --------------- | -------------------- | --------- |
| Japon        | 31 janvier 2018 | Téléchargement légal | Avex Trax |
| Monde entier | 31 janvier 2018 | Téléchargement légal | Avex Trax |